# Asociația de Fotbal a Muntenegrului
Asociația de Fotbal a Muntenegrului (muntenegreană Fudbalski savez Crne Gore, FSCG / Фудбалски савез Црне Горе, ФСЦГ) este forul conducător oficial al fotbalului în Muntenegru, cu sediul în capitala Podgorița. Este afiliată la FIFA și UEFA din 2007. Forul organizează Prima ligă muntenegreană, ligile inferioare și Echipa națională de fotbal a Muntenegrului.